# Brive Festival
 (janvier 2019).
Si vous disposez d'ouvrages ou d'articles de référence ou si vous connaissez des sites web de qualité traitant du thème abordé ici, merci de compléter l'article en donnant les références utiles à sa vérifiabilité et en les liant à la section « Notes et références ».
Le Brive Festival (Brive Plage Festival jusqu'en 2012) est un festival estival de musique qui a lieu en centre-ville de Brive-la-Gaillarde dans le département français de la Corrèze, au mois de juillet, depuis 2004. Il se veut urbain et familial, avec une programmation mélangeant artistes phares de la scène nationale et artistes régionaux.
Plus grande manifestation de musique en Limousin, le festival attire environ 40 000 spectateurs.

## Historique
Créé en 2004, Brive Plage s'étend initialement sur une semaine et a pour vocation de proposer des animations variées : musicales, sportives, populaires, etc. Depuis l'année 2005 et l'ouverture des festivités par un concert du groupe Kassav', le volet musical prend de l'importance et en 2009, la durée du festival est portée d'une à deux semaines. En 2011, le festival s'est orienté vers une configuration proposant un week-end inaugural de deux jours entièrement consacré à la musique avec des artistes nationaux et internationaux. Pour la 9e édition en 2012, le Brive Festival a appuyé ce tournant en proposant une 3e date de concerts.
En 2016, la jauge du festival passe de 4 000 à 7 000 spectateurs,.
En 2017, le festival est racheté par Festival Production, une société détenue par Vivendi et le groupe Centre France,.
En 2022, la jauge passe à 12000 spectateurs et le festival ne se déroule plus au parc de la Guierle mais se déroule au Parc des Trois Provinces.
L'édition 2020, initialement prévue du 23 au 26 juillet, est annulée le 29 avril par le comité d'organisation, en raison de la pandémie de coronavirus.

## Budget
En 2017 il est de 1,6 million d'euros et de 2,8 millions en 2019.

## Programmation

### Musique
La musique occupe une place de plus en plus centrale dans le festival passant d'un seul concert de 2005 à 2008, en accueillant notamment les artistes internationaux Yuri Buenaventura et Johnny Clegg, à plusieurs représentations dès 2009.
Depuis 2010, un tremplin musical de jeunes talents, le Prix Corrèze, est mis en place avec le soutien du Conseil Général de la Corrèze. Chaque jour à 19 h, des apéritifs-concerts sont l'occasion de faire découvrir au public des artistes régionaux en devenir. Ce tremplin donne l'opportunité à quatre groupes corréziens de se produire devant un jury qui désigne le vainqueur qui se produira l'année suivante sur la grande scène du festival.[source secondaire souhaitée]
En 2018, un « off » a été créé : il dure quatre jours et propose plus de 40 concerts gratuits en centre-ville de 12 h à 18 h chaque jour, occasion de mettre en avant des groupes émergents et des jeunes talents en leur offrant plusieurs scènes,.
Parmi les artistes habitués, on trouve Julien Doré, Clara Luciani ou encore -M-.
Des artistes internationaux de la scène mondiale rejoignent petit à petit les programmations comme les Black Eyed Peas, Nicky Jam, Kungs, Martin Solveig.
2025
17-20 juillet

### Jeudi 17 juillet
- JULIEN GRANEL
- SANTA
- MIKA

### Vendredi 18 juillet
- HOSHI
- CLARA LUCIANI
- SHAGGY

### Samedi 19 juillet
- HELENA (STAR AC)
- LAMOMALI
- TRINIX
- RAG'N'BONE MAN

### Dimanche 20 juillet
- SOPRANO
- GENTE DE ZONA
- KENDJI

2024
11 au 14 Juillet
•  Jeudi 11 : Annie Lalalove, Imany, Sting
•  Vendredi 12 : Nuit Incolore, Soolking, Grand Corps Malade, Mosimann
•  Samedi 13 : Develour, Santa, Gims, Patrick Bruel, Rivo
•  Dimanche 14 : Bianca Costa, Calema, Sean Paul, Bob Sinclar
2023
20-23 juillet:
Annulation : Adé remplacée par Julien Granel
- Jeudi 20 : Angèle, Craig David, Julien Granel (en remplacement d’Adé)
- Vendredi 21 : Lomepal, Pierre de Maere, Hervé
- Samedi 22 : Shaka Ponk, Juliette Armanet, Izia, Les Swans (groupe local)
- Dimanche 23 : Nicky Jam, Martin Solveig, Gipsy Kings

2022
20-23 juillet ,:
- Jeudi 21 : Black Eyed Peas, Synapson, James Bks, Rivo
- Vendredi 21 : Julien Doré, Clara Luciani, Hatik
- Samedi 22 : -M-, Selah Sue, PLK
- Dimanche 23 : Kungs, Calogero, Gaëtan Roussel

2021

22-25 juillet :

Annulation : Catherine Ringer remplacé par Flo Delavega
- Jeudi : Suzane, Trois cafés gourmands, Jean-Louis Aubert & Les Sculpteurs de Vent
- Vendredi : Samaka, Rivo, Pomme, Vitaa et Slimane
- Samedi : Hoshi, Claudio Capéo, Grand Corps Malade
- Dimanche : Baptiste Ventadour, Flo Delavega, Vianney

2019

Annulation : Therapie Taxi remplacé par Clara Luciani
- Naya, RK, Les Négresses vertes, Soprano, Hoshi, -M-, Kassav', Maître Gims, Jenifer, Patrick Bruel[20]

2018

20-23 juillet :
- Vendredi : Vianney, Véronique Sanson, Dadju
- Samedi : Orelsan, Eddy de Pretto, Brigitte
- Dimanche : Francis Cabrel, Amir, Gauvain Sers
- Lundi : Niska, Shaka Ponk, Catherine Ringer

2017

20-24 juillet :
- Jeudi : Imany, Slimane, Christophe Maé[22],[12]
- Vendredi : Trois cafés gourmands, Arcadian, Claudio Capéo, M. Pokora [22]
- Samedi : Zaho, MHD, Soprano[12]
- Dimanche : Julien Doré, Matthieu Chedid[12]

2016
- Jain, Cœur de pirate, Louise Attaque, LEJ, Maître Gims, Navii, Boulevard des Airs, Kendji Girac, Nach, Les Insus ?[4], Louane, Thomas Dutronc, H Magnum[23]

2015
- Shaka Ponk, ALB, Izia, Julien Doré, Faada Freddy, Fréro Delavega, Black M, Youssoupha, Louis, Matthieu, Joseph & Anna Chedid, Vianney, Arthur H[24]...

2014

18-20 juillet :
- Vendredi : Vanessa Paradis, Florent Marchet, Yodelice
- Samedi : Cats on trees, Hollysiz, Catherine Ringer avec Gotan Project, Gaëtan Roussel
- Dimanche : Féfé, Renan Luce, Zaz

2013
- Christophe Maé, Tal, Olivia Ruiz, IAM, BB Brunes, Jimmy Somerville, Emile et Images, François Feldman[26]

### Sport
Le Brive Festival a fait une place aux sports jusqu'en 2017 : beach soccer, beach volley, sandball, baseball, etc. Chaque jour, un tournoi dans le sable est proposé à partir de 17 h 30. Pendant la période Brive Plage, le festival a accueilli un important tournoi de beach rugby, qui se jouait au flag, et était parrainé par des internationaux ou ex internationaux de rugby (Vincent Moscato en 2007, Pépito Elhorga en 2008, Christophe Lamaison en 2009). La Beach Rugby Cup a été parrainée par les internationaux néo-zélandais Jonah Lomu en 2010 et par Byron Kelleher en 2011, et par Vincent Moscato en 2007 et 2012.[source secondaire souhaitée]

## Fréquentation
Brive Festival a accueilli jusqu'en 2011 près de 290 000 visiteurs en 15 jours. Depuis 2012 le festival connaît un développement. La clientèle est essentiellement familiale et plus de 52 % des visiteurs ont au moins fait 200 km pour assister aux concerts payants[source insuffisante].
- 2006 : 3 000/soir[3]
- 2011 : 7 000
- 2012 : 7 200
- 2013 : 10 700
- 2014 : 12 000
- 2015 : 16 000[28] (4 jours)
- 2016 : 33 200[5] (5 jours)
- 2017 : 34 000[29] (5 jours)
- 2018 : 33 000[30] (4 jours)
- 2019 : 35 000[1]
- 2022 : 35 000[1]
- 2023 : 44 596[31]
- 2024 : 51 000
- 2025 : 45 000[32]